# Diego Costa
Diego da Silva Costa, noto semplicemente come Diego Costa (Lagarto, 7 ottobre 1988), è un calciatore brasiliano naturalizzato spagnolo, attaccante svincolato.
Nel corso della sua carriera con i club ha vinto un campionato spagnolo, una Coppa del Re, tre Supercoppe UEFA e una UEFA Europa League con l'Atlético Madrid, due campionati inglesi e una Coppa di Lega con il Chelsea, un campionato brasiliano e una Coppa del Brasile con l'Atlético Mineiro. Dopo aver collezionato due presenze con la nazionale brasiliana, nel 2014 ha scelto di rappresentare la nazionale spagnola, con cui ha partecipato a due edizioni del Mondiale (2014 e 2018).
Dotato di grande temperamento, è stato spesso criticato per atteggiamenti ritenuti antisportivi.

## Caratteristiche tecniche
Attaccante capace di segnare con regolarità, forte fisicamente e dotato di una buona tecnica individuale, è rapido nello scatto e abile nel gioco aereo. Ottimo tiratore, è in grado di mandare in porta anche i compagni di squadra, doti che gli consentono di ricoprire più posizioni offensive. In certe occasioni è stato criticato per alcuni comportamenti sopra le righe.

## Carriera

### Club

#### Esordi in Brasile, Portogallo e Spagna
Diego Costa comincia la sua carriera militando nelle giovanili del Barcelona Esportivo Capela, una piccola squadra brasiliana dello Stato di San Paolo. Il 1º febbraio 2006 firma il suo primo contratto da professionista con lo Sporting Braga, una squadra della massima serie portoghese, dove però non trova spazio. Infatti, nel dicembre 2006, va in prestito al Penafiel, dove colleziona 13 presenze e 5 gol in Segunda Liga.
Durante l'esperienza al Penafiel, firma un contratto con l'Atlético Madrid, che decide di farlo giocare in prestito allo Sporting Braga fino alla conclusione della stagione 2006-2007, con cui riesce a trovare spazio. Esordisce con la maglia del Braga il 28 gennaio 2007 contro il Paços de Ferreira, partita persa per 3-2. Inoltre esordisce nelle coppe europee con due prestazioni degne di nota, firmando anche un goal nella Coppa UEFA 2006-2007 contro il Parma.
Dopo l'esperienza portoghese l'Atlético decide di mandarlo in prestito in Segunda División spagnola, prima al Celta Vigo (durante la stagione 2007-2008) e poi all'Albacete (nella stagione 2008-2009). Nella seconda serie spagnola disputa 65 partite e sigla 15 gol tra Celta Vigo e Albacete. L'8 luglio 2009 viene preso in prestito dal Real Valladolid nell'ambito dello scambio con il portiere Sergio Asenjo. L'esperienza al Real Valladolid si chiude con 36 partite giocate e 9 gol realizzati.

#### Atlético Madrid e parentesi al Rayo Vallecano
(Diego Simeone nel 2014)

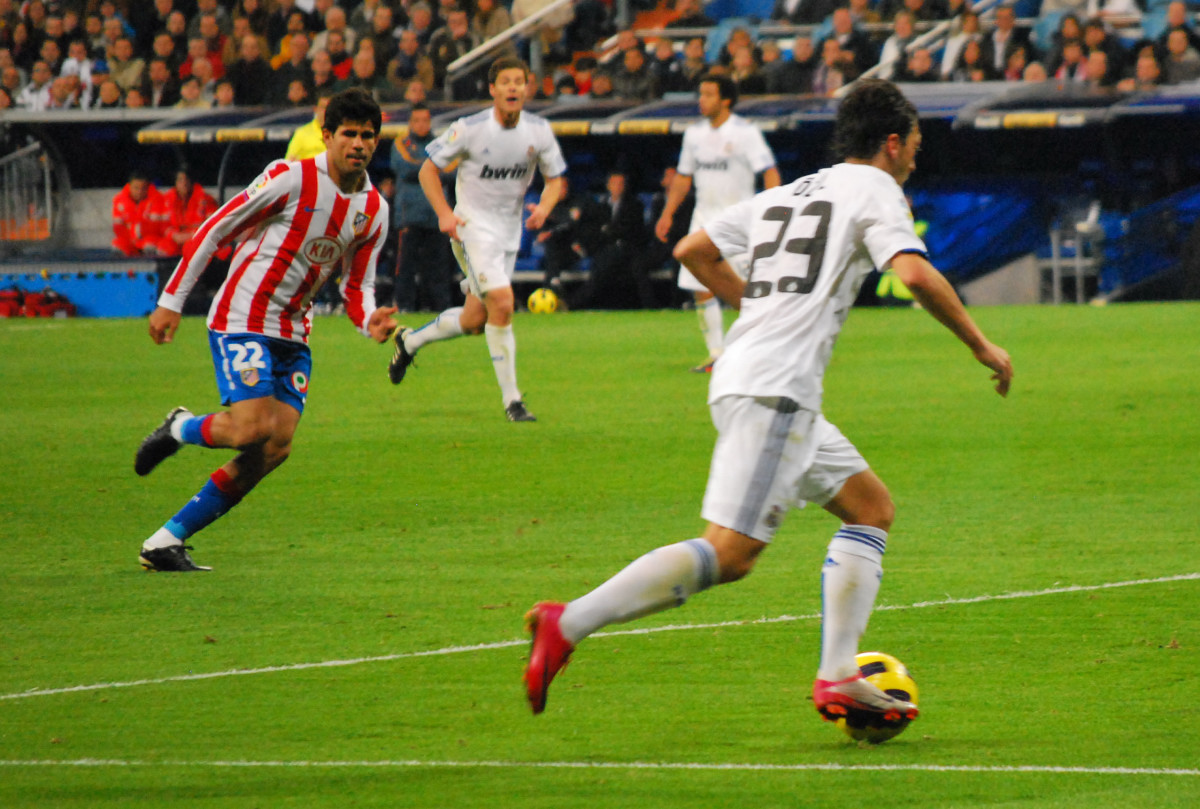
Diego Costa con la maglia dell' nel 2010.

Nell'estate 2010 rientra all'Atlético Madrid e viene confermato nella rosa dei giocatori per la stagione 2010-2011. Il 27 agosto 2010 vince il suo primo titolo, battendo l'Inter per 2-0 nella Supercoppa UEFA 2010, rimanendo però in panchina per tutta la partita. L'esordio con la maglia dei Colchoneros avviene il 30 agosto 2010 nella vittoria per 4-0 sullo Sporting Gijón, mentre il primo gol in campionato lo segna il 26 settembre seguente contro lo Real Zaragoza. Il 3 aprile realizza la sua prima tripletta con la maglia dei Colchoneros ai danni dell'Osasuna.
A luglio 2011 subisce un grave infortunio, la rottura del legamento crociato, che gli impedisce di trasferirsi al Beşiktaş JK. A gennaio passa in prestito al Rayo Vallecano, segnando in totale 10 gol in 16 partite.

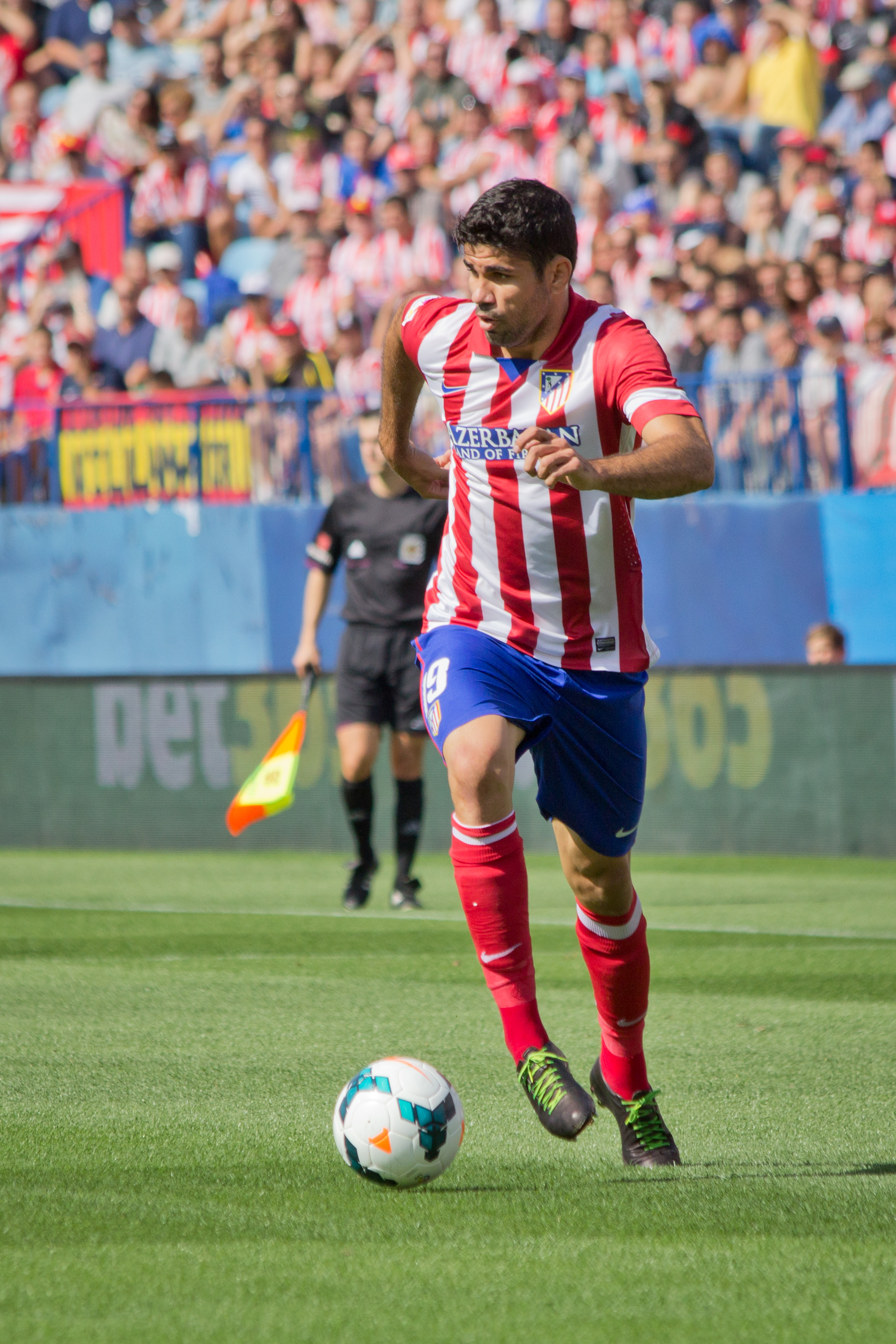
Diego Costa in azione con l' nel 2013.

Nel 2012 torna a vestire la maglia dei Rojiblancos. Il 31 agosto, pur non scendendo in campo, ha vinto la Supercoppa UEFA ai danni del Chelsea. In campionato, dopo un avvio molto difficile, Costa conquista la fiducia dell'allenatore Diego Simeone e diventa uno dei giocatori più importanti della squadra madrilena. Il 17 maggio 2013, dopo aver messo a segno ben 7 reti nelle partite precedenti della Coppa del Re, segna il suo ottavo gol nella finale contro il Real Madrid che permette ai Colchoneros di alzare la loro decima Coppa del Re e di vincere nuovamente il derbi madrileño dopo tredici anni dall'ultima vittoria, che risaliva al 3-1 del 30 ottobre 1999.
Ad agosto rifiuta le avances del Liverpool e decide di rinnovare il suo contratto con l'Atlético Madrid fino al 2018. Alla prima di campionato, il 19 agosto, realizza una doppietta contro il Siviglia, mentre il 28 settembre successivo segna il gol del 1-0 contro il Real Madrid che permette all'Atlético Madrid di espugnare il Santiago Bernabéu e di tornare a imporsi sul Real Madrid anche in campionato. Questa sua marcatura è il 200º gol per l'Atlético nella storia del derbi madrileño.
Il 22 ottobre 2013 fa il suo esordio in una partita di Champions League in occasione della vittoria, in trasferta, contro l'Austria Vienna; proprio in questa occasione Diego Costa mette a segno la sua prima doppietta in campo internazionale, contribuendo al successo dei Colchoneros per 3-0. Il 19 febbraio 2014 ha segnato all'83º il gol che ha permesso all'Atlético di battere il Milan negli ottavi di finale di andata. Costa si è ripetuto contro il Milan anche nell'ottavo di finale di ritorno, segnando una doppietta e contribuendo al successo degli spagnolo per 4-1 sugli avversari italiani.
Il 30 aprile seguente ha realizzato su calcio di rigore il gol del momentaneo 2-1 contro il Chelsea nella semifinale di ritorno giocata a Londra. Con questo gol raggiunge 8 marcature stagionali in Champions League, eguagliando il record detenuto da un altro giocatore dell'Atlético Madrid, Vavá. In campionato, intanto, colleziona 27 marcature (terzo miglior marcatore della Liga) e il 17 maggio 2014, grazie al pareggio per 1-1 contro il Barcellona, vince il suo primo campionato spagnolo. Parte titolare nella finale di Champions persa contro il Real Madrid, ma è costretto a uscire dal campo dopo soli otto minuti per un infortunio al bicipite femorale che già lo tormentava alla vigilia della gara.

#### Chelsea

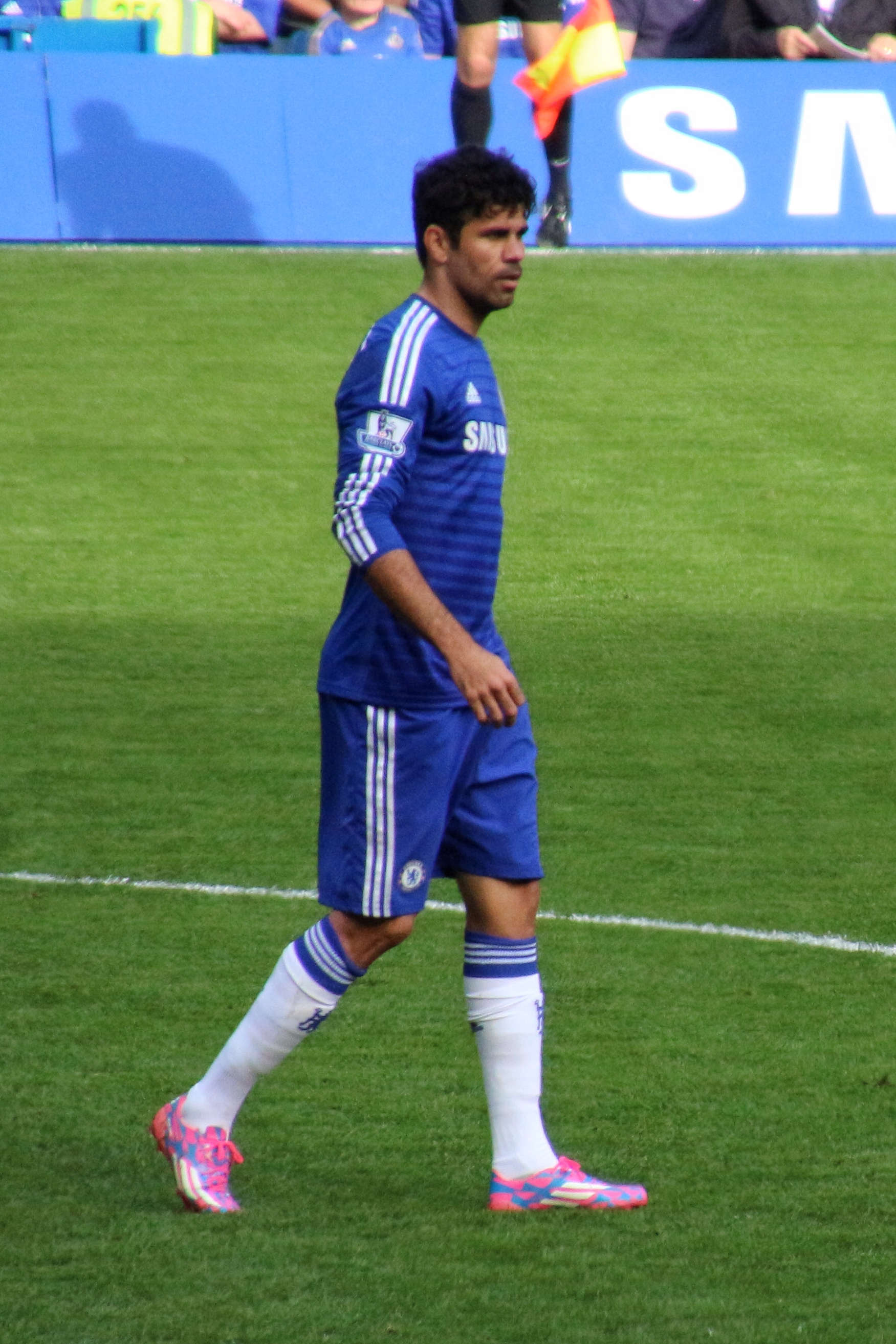
Diego Costa con la maglia del nel 2014.

Il 1º luglio 2014 il Chelsea comunica attraverso il proprio sito ufficiale di aver acquistato il giocatore, dopo aver pagato l'intera clausola rescissoria da 40 milioni all'Atlético Madrid. In seguito alla partenza dell'ex attaccante del Chelsea Demba Ba, Costa ha ereditato il suo numero di maglia 19, lo stesso numero che portava in precedenza a Madrid. Il 18 agosto seguente fa il suo esordio con la nuova maglia, nella vittoria per 3-1 sul campo del Burnley, mettendo a segno anche un gol.

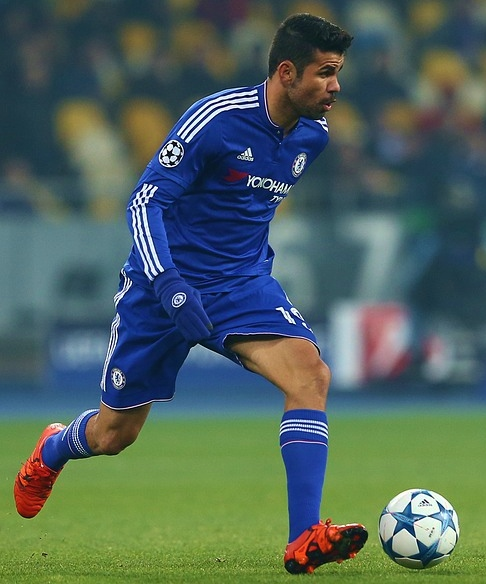
Diego Costa in una gara di UEFA Champions League con il nel 2015.

Il 30 agosto segna la sua prima doppietta in Premier League, nella vittoria per 6-3 sul campo dell'Everton. Queste prestazioni gli valgono il premio di Giocatore del mese di agosto. Il 13 settembre segna la sua prima tripletta, nella partita contro lo Swansea City (4-2). Il 19 settembre ha già realizzato 7 gol nelle prime quattro gare di Premier League, superando il record precedentemente appartenuto a Sergio Agüero e Micky Quinn, fermi a 6 gol nelle prime quattro gare. Dopo un lieve infortunio a causa di un problema al bicipite femorale, Diego Costa segna il suo 10º gol in campionato nella vittoria per 2-1 ai danni del Liverpool. Il 27 gennaio 2015, durante una partita di Football League Cup contro il Liverpool (1-0), è protagonista di un gesto violento ai danni dell'avversario Emre Can, al quale rifila volontariamente un pestone alla gamba sinistra a gioco fermo. Per questo episodio viene punito con tre giornate di squalifica, tutte scontate in Premier League. Il 1º marzo ha vinto il suo primo titolo in Inghilterra, la Coppa di Lega inglese nella finale contro il Tottenham (2-0). Il 3 maggio il Chelsea vince la Premier League battendo per 1-0 il Crystal Palace, gara a cui Diego Costa non ha potuto prendere parte a causa di alcuni problemi muscolari che già lo tormentavano da inizio stagione. Il 25 maggio, all'ultima giornata di campionato, segna un gol su rigore nella vittoria per 3-1 contro il Sunderland a Stamford Bridge. Chiude la sua prima annata in Premier League con 20 gol in 26 partite.
La stagione seguente si rivela, invece, fallimentare per il club londinese, che esordisce il 2 agosto perdendo il Community Shield contro l'Arsenal (0-1) a Wembley. A dicembre, il tecnico José Mourinho viene esonerato e sostituito da Guus Hiddink; ciononostante, il Chelsea chiude il campionato al decimo posto in classifica, fuori dalle coppe europee. Costa conclude l'annata con 16 reti, risultando il miglior marcatore della squadra per il secondo anno consecutivo.
La stagione 2016-2017 vede l'arrivo di Antonio Conte come nuovo allenatore dei "Blues". Con il tecnico italiano, i londinesi disputano una stagione ad alti livelli, culminata con la vittoria del campionato con una giornata d'anticipo, grazie alla vittoria in casa del West Bromwich (1-0). Il Chelsea raggiunge inoltre la finale di FA Cup, dove viene però sconfitto dall'Arsenal (1-2); in questo match, Diego Costa segna la rete del momentaneo 1-1. Lo spagnolo chiude la stagione con 22 gol, affermandosi nuovamente come capocannoniere della squadra.
La finale di Wembley rappresenta anche l'ultima partita con la maglia del club inglese per l'attaccante iberico, che viene messo fuori rosa dal tecnico Conte all'inizio della stagione 2017-2018.

#### Ritorno all'Atlético Madrid

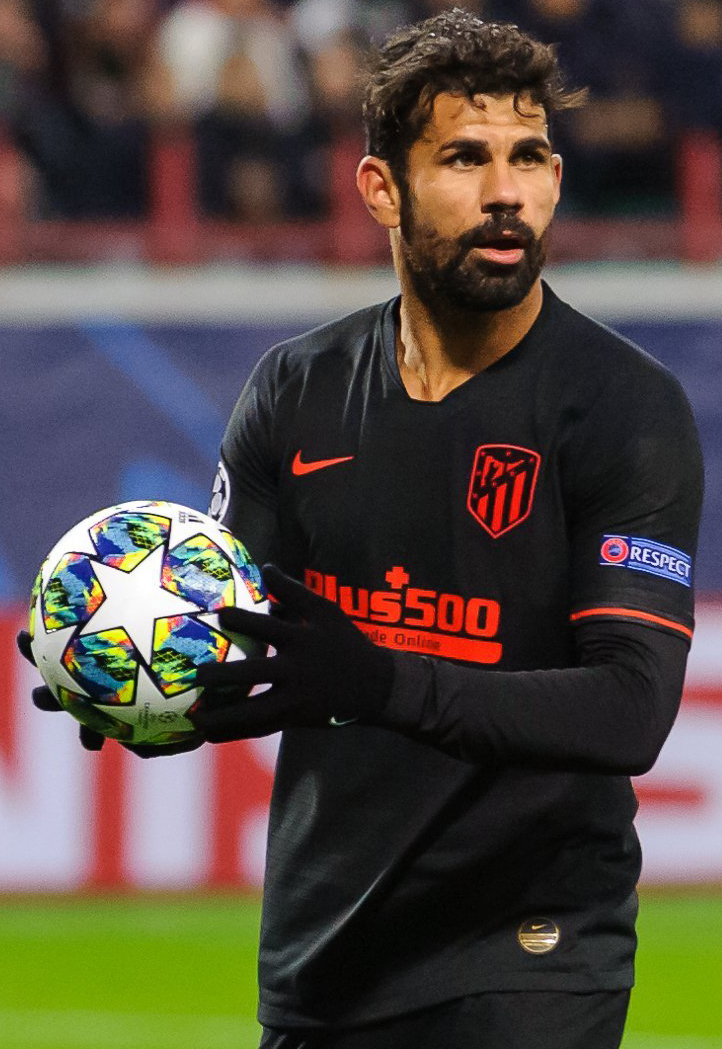
Diego Costa con l' nel 2019.

Il 1º gennaio 2018 fa ritorno all'Atlético Madrid, che lo acquista per 60 milioni di euro. Due giorni dopo torna al gol con il club iberico nella vittoriosa trasferta contro il Lleida Esportiu (4-0), valida per l'andata degli ottavi di finale di Coppa del Re. Il 3 maggio decide con un gol la semifinale di ritorno di Europa League giocata in casa contro l'Arsenal (1-0). Il 16 dello stesso mese, i biancorossi si aggiudicano il trofeo battendo i francesi del Marsiglia nella finale di Lione (3-0). Si tratta del primo successo per Costa in questa competizione (il terzo per la compagine di Madrid). Il 15 agosto 2018 realizza il gol più veloce nella storia della Supercoppa UEFA, nonché una doppietta nel 4-2 finale che dà la vittoria del trofeo ai Colchoneros. Il 17 giugno 2020, in occasione della vittoria esterna per 0-5 contro l'Osasuna, Diego Costa gioca la sua partita numero 200 con la maglia dell'Atlético.
Complice l'arrivo di Luis Suarez, Diego Costa non trova molto spazio nella stagione 2020-2021, e perciò il 29 dicembre 2020, dopo tre anni di militanza nella squadra, risolve il suo contratto con l'Atlético.

#### Atlético Mineiro
Il 14 agosto 2021, dopo oltre sette mesi trascorsi da giocatore svincolato, si accasa all'Atlético Mineiro. Il 3 dicembre dello stesso anno vince il suo primo campionato brasiliano. Il 15 dicembre successivo conquista anche la Coppa del Brasile. Il 16 gennaio 2022 rescinde il proprio contratto con il club.

#### Wolverhampton
Il 12 settembre 2022 fa ritorno in Premier League, venendo ingaggiato dal Wolverhampton. Il 29 ottobre viene espulso per una testata a palla lontana rifilata a Ben Mee del Brentford. Segna un solo gol in 25 partite complessive giocate con il club inglese rimanendo svincolato il 30 giugno 2023.

#### Botafogo e Grêmio
Il 12 agosto 2023 firma con i brasiliani del Botafogo. Mette insieme 15 presenze e 3 gol tra campionato e Coppa Sudamericana e alla fine dell’anno rimane svincolato.
L'8 febbraio 2024 firma un contratto di una stagione, fino al 31 dicembre 2024, con il Grêmio.

### Nazionale

#### Nazionale brasiliana
Dopo che nel febbraio 2013 si era parlato di una eventuale convocazione nella selezione spagnola, viene convocato dal commissario tecnico del Brasile Scolari per le amichevoli contro Italia e Russia, esordendo coi verdeoro nel primo incontro pareggiato per 2-2 e disputato il 21 marzo.

#### Nazionale spagnola

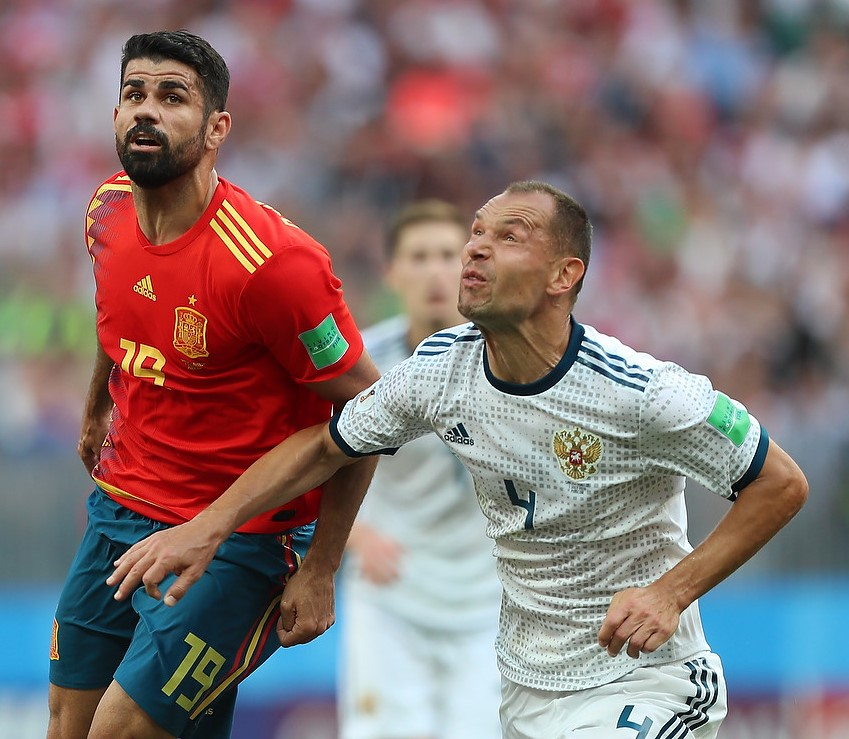
Diego Costa affrontato da Ignaševič durante Spagna-Russia del Mondiale 2018.

Nel luglio 2013 Diego Costa ha ottenuto la cittadinanza spagnola, e nel settembre 2013 la Federazione calcistica della Spagna ha richiesto ufficialmente alla FIFA di poter convocare Diego Costa. Il mese successivo Diego Costa ha ufficialmente dichiarato la sua intenzione di giocare per la nazionale spagnola, suscitando le ire della Federazione brasiliana e del CT Felipe Scolari. Il 29 ottobre 2013 Diego Costa ha firmato un documento nel quale comunica di voler giocare per la Spagna.
Il suo esordio con le Furie Rosse avviene in occasione dell'amichevole contro l'Italia il 5 marzo 2014, all'Estadio Vicente Calderón di Madrid, vinta per 1-0 dagli iberici. Convocato per il campionato del mondo 2014, Costa ha giocato le prime due partite della fase a gironi da titolare contro Paesi Bassi e Cile, non riuscendo mai andare a segno. Nella terza e ultima gara contro l'Australia, con la Spagna già eliminata, è rimasto in panchina. Complici pessime condizioni fisiche che non gli hanno permesso di brillare durante il torneo, Costa viene indicato dalla stampa come uno dei calciatori che ha maggiormente deluso nella fallimentare spedizione iberica ai mondiali 2014.
Dopo il disastro brasiliano, Costa viene convocato da Vicente del Bosque per le gare di qualificazione all'Europeo 2016. Il 12 ottobre 2014, alla sua settima presenza, realizza il suo primo gol con la maglia della nazionale iberica, nella vittoria esterna per 0-4 contro il Lussemburgo.
Il 21 maggio 2018 viene incluso dal commissario tecnico della Spagna Lopetegui nella lista dei convocati per il Mondiale di Russia 2018. Esordisce al mondiale, che per la nazionale spagnola si conclude allo stadio degli ottavi di finale, nei quali viene sconfitta ai rigori dai padroni di casa della Russia, con una doppietta nel 3-3 contro il Portogallo della prima giornata. Termina il torneo con 3 gol, segnando anche il gol decisivo contro l'Iran.

## Statistiche

### Presenze e reti nei club
Tra club, nazionale maggiore e nazionali giovanili, Diego Costa ha giocato globalmente 557 partite segnando 209 reti, alla media di 0,37 reti a partita.
Statistiche aggiornate al 31 dicembre 2024.
| Stagione               | Squadra                | Campionato             | Campionato | Campionato | Coppe nazionali | Coppe nazionali | Coppe nazionali | Coppe continentali | Coppe continentali | Coppe continentali | Altre coppe | Altre coppe | Altre coppe | Totale | Totale |
| Stagione               | Squadra                | Comp                   | Pres       | Reti       | Comp            | Pres            | Reti            | Comp               | Pres               | Reti               | Comp        | Pres        | Reti        | Pres   | Reti   |
| ---------------------- | ---------------------- | ---------------------- | ---------- | ---------- | --------------- | --------------- | --------------- | ------------------ | ------------------ | ------------------ | ----------- | ----------- | ----------- | ------ | ------ |
| 2006-gen. 2007         | Penafiel               | SL                     | 13         | 5          | CP              | 1               | 0               | -                  | -                  | -                  | -           | -           | -           | 14     | 5      |
| gen.-giu. 2007         | Braga                  | PL                     | 7          | 0          | CP              | 1               | 0               | CU                 | 2                  | 1                  | -           | -           | -           | 10     | 1      |
| 2007-2008              | Celta Vigo             | SD                     | 30         | 6          | CR              | 1               | 0               | -                  | -                  | -                  | -           | -           | -           | 31     | 6      |
| 2008-2009              | Albacete               | SD                     | 35         | 9          | CR              | 1               | 0               | -                  | -                  | -                  | -           | -           | -           | 36     | 9      |
| 2009-2010              | Real Valladolid        | PD                     | 34         | 8          | CR              | 2               | 1               | -                  | -                  | -                  | -           | -           | -           | 36     | 9      |
| 2010-2011              | Atlético Madrid        | PD                     | 28         | 6          | CR              | 5               | 1               | UEL                | 6                  | 1                  | SU          | 0           | 0           | 39     | 8      |
| 2011-gen. 2012         | Atlético Madrid        | PD                     | 0          | 0          | CR              | 0               | 0               | UEL                | 0                  | 0                  | -           | -           | -           | 0      | 0      |
| gen.-giu. 2012         | Rayo Vallecano         | PD                     | 16         | 10         | CR              | 0               | 0               | -                  | -                  | -                  | -           | -           | -           | 16     | 10     |
| 2012-2013              | Atlético Madrid        | PD                     | 31         | 10         | CR              | 8               | 8               | UEL                | 5                  | 2                  | SU          | 0           | 0           | 44     | 20     |
| 2013-2014              | Atlético Madrid        | PD                     | 35         | 27         | CR              | 6               | 1               | UCL                | 9                  | 8                  | SS          | 2           | 0           | 52     | 36     |
| 2014-2015              | Chelsea                | PL                     | 26         | 20         | FACup+CdL       | 1+3             | 0+1             | UCL                | 7                  | 0                  | -           | -           | -           | 37     | 21     |
| 2015-2016              | Chelsea                | PL                     | 28         | 12         | FACup+CdL       | 4+1             | 2+0             | UCL                | 8                  | 2                  | CS          | 0           | 0           | 41     | 16     |
| 2016-2017              | Chelsea                | PL                     | 35         | 20         | FACup+CdL       | 5+2             | 2+0             | -                  | -                  | -                  | -           | -           | -           | 42     | 22     |
| 2017-gen. 2018         | Chelsea                | PL                     | 0          | 0          | FACup+CdL       | 0               | 0               | UCL                | 0                  | 0                  | CS          | 0           | 0           | 0      | 0      |
| Totale Chelsea         | Totale Chelsea         | Totale Chelsea         | 89         | 52         |                 | 16              | 5               |                    | 15                 | 2                  |             | 0           | 0           | 120    | 59     |
| gen.-giu. 2018         | Atlético Madrid        | PD                     | 15         | 3          | CR              | 3               | 2               | UEL                | 5                  | 2                  | -           | -           | -           | 23     | 7      |
| 2018-2019              | Atlético Madrid        | PD                     | 16         | 2          | CR              | 0               | 0               | UCL                | 4                  | 1                  | SU          | 1           | 2           | 21     | 5      |
| 2019-2020              | Atlético Madrid        | PD                     | 23         | 5          | CR              | 0               | 0               | UCL                | 7                  | 0                  | SS          | 0           | 0           | 30     | 5      |
| ago.-dic. 2020         | Atlético Madrid        | PD                     | 7          | 2          | CR              | 0               | 0               | UCL                | 0                  | 0                  | -           | -           | -           | 7      | 2      |
| Totale Atlético Madrid | Totale Atlético Madrid | Totale Atlético Madrid | 155        | 55         |                 | 22              | 12              |                    | 36                 | 14                 |             | 3           | 2           | 216    | 83     |
| ago.-dic. 2021         | Atlético Mineiro       | M1/MG+A                | 0+15       | 4          | CB              | 3               | 1               | CL                 | 1                  | 0                  | -           | -           | -           | 19     | 5      |
| set. 2022-2023         | Wolverhampton          | PL                     | 23         | 1          | FACup+CdL       | 1+1             | 0               | -                  | -                  | -                  | -           | -           | -           | 25     | 1      |
| ago.-dic. 2023         | Botafogo               | A/RJ+A                 | 0+13       | 0+3        | CB              | -               | -               | CS                 | 2                  | 0                  | -           | -           | -           | 15     | 3      |
| feb.-dic. 2024         | Grêmio                 | PD/RS+A                | 6+14       | 6+1        | CB              | 2               | 0               | CL                 | 4                  | 1                  | SG          | -           | -           | 26     | 8      |
| Totale carriera        | Totale carriera        | Totale carriera        | 451        | 160        |                 | 50              | 19              |                    | 60                 | 18                 |             | 3           | 2           | 564    | 199    |

### Cronologia presenze e reti in nazionale

#### Brasile
| Cronologia completa delle presenze e delle reti in nazionale ― Brasile | Cronologia completa delle presenze e delle reti in nazionale ― Brasile | Cronologia completa delle presenze e delle reti in nazionale ― Brasile | Cronologia completa delle presenze e delle reti in nazionale ― Brasile | Cronologia completa delle presenze e delle reti in nazionale ― Brasile | Cronologia completa delle presenze e delle reti in nazionale ― Brasile | Cronologia completa delle presenze e delle reti in nazionale ― Brasile | Cronologia completa delle presenze e delle reti in nazionale ― Brasile |
| Data                                                                   | Città                                                                  | In casa                                                                | Risultato                                                              | Ospiti                                                                 | Competizione                                                           | Reti                                                                   | Note                                                                   |
| ---------------------------------------------------------------------- | ---------------------------------------------------------------------- | ---------------------------------------------------------------------- | ---------------------------------------------------------------------- | ---------------------------------------------------------------------- | ---------------------------------------------------------------------- | ---------------------------------------------------------------------- | ---------------------------------------------------------------------- |
| 21-3-2013                                                              | Ginevra                                                                | Italia                                                                 | 2 – 2                                                                  | Brasile                                                                | Amichevole                                                             | -                                                                      | 68’                                                                    |
| 25-3-2013                                                              | Londra                                                                 | Brasile                                                                | 1 – 1                                                                  | Russia                                                                 | Amichevole                                                             | -                                                                      | 78’                                                                    |
| Totale                                                                 |                                                                        | Presenze                                                               | 2                                                                      |                                                                        | Reti                                                                   | 0                                                                      |                                                                        |

#### Spagna
| Cronologia completa delle presenze e delle reti in nazionale ― Spagna | Cronologia completa delle presenze e delle reti in nazionale ― Spagna | Cronologia completa delle presenze e delle reti in nazionale ― Spagna | Cronologia completa delle presenze e delle reti in nazionale ― Spagna | Cronologia completa delle presenze e delle reti in nazionale ― Spagna | Cronologia completa delle presenze e delle reti in nazionale ― Spagna | Cronologia completa delle presenze e delle reti in nazionale ― Spagna | Cronologia completa delle presenze e delle reti in nazionale ― Spagna |
| Data                                                                  | Città                                                                 | In casa                                                               | Risultato                                                             | Ospiti                                                                | Competizione                                                          | Reti                                                                  | Note                                                                  |
| --------------------------------------------------------------------- | --------------------------------------------------------------------- | --------------------------------------------------------------------- | --------------------------------------------------------------------- | --------------------------------------------------------------------- | --------------------------------------------------------------------- | --------------------------------------------------------------------- | --------------------------------------------------------------------- |
| 5-3-2014                                                              | Madrid                                                                | Spagna                                                                | 1 – 0                                                                 | Italia                                                                | Amichevole                                                            | -                                                                     |                                                                       |
| 7-6-2014                                                              | Landover                                                              | El Salvador                                                           | 0 – 2                                                                 | Spagna                                                                | Amichevole                                                            | -                                                                     | 74’                                                                   |
| 13-6-2014                                                             | Salvador                                                              | Spagna                                                                | 1 – 5                                                                 | Paesi Bassi                                                           | Mondiali 2014 - 1º turno                                              | -                                                                     | 62’                                                                   |
| 18-6-2014                                                             | Rio de Janeiro                                                        | Spagna                                                                | 0 – 2                                                                 | Cile                                                                  | Mondiali 2014 - 1º turno                                              | -                                                                     | 64’                                                                   |
| 4-9-2014                                                              | Parigi                                                                | Francia                                                               | 1 – 0                                                                 | Spagna                                                                | Amichevole                                                            | -                                                                     | 67’                                                                   |
| 9-10-2014                                                             | Žilina                                                                | Slovacchia                                                            | 2 – 1                                                                 | Spagna                                                                | Qual. Euro 2016                                                       | -                                                                     | 90+1’                                                                 |
| 12-10-2014                                                            | Lussemburgo                                                           | Lussemburgo                                                           | 0 – 4                                                                 | Spagna                                                                | Qual. Euro 2016                                                       | 1                                                                     | 82’                                                                   |
| 5-9-2015                                                              | Oviedo                                                                | Spagna                                                                | 2 – 0                                                                 | Slovacchia                                                            | Qual. Euro 2016                                                       | -                                                                     | 75’                                                                   |
| 8-9-2015                                                              | Skopje                                                                | Macedonia                                                             | 0 – 1                                                                 | Spagna                                                                | Qual. Euro 2016                                                       | -                                                                     | 30’ - 62’                                                             |
| 13-11-2015                                                            | Alicante                                                              | Spagna                                                                | 2 – 0                                                                 | Inghilterra                                                           | Amichevole                                                            | -                                                                     | 64’                                                                   |
| 1-9-2016                                                              | Bruxelles                                                             | Belgio                                                                | 0 – 2                                                                 | Spagna                                                                | Amichevole                                                            | -                                                                     | 26’                                                                   |
| 5-9-2016                                                              | León                                                                  | Spagna                                                                | 8 – 0                                                                 | Liechtenstein                                                         | Qual. Mondiali 2018                                                   | 2                                                                     | 68’                                                                   |
| 6-10-2016                                                             | Torino                                                                | Italia                                                                | 1 – 1                                                                 | Spagna                                                                | Qual. Mondiali 2018                                                   | -                                                                     | 45’ - 67’                                                             |
| 11-10-2016                                                            | Scutari                                                               | Albania                                                               | 0 – 2                                                                 | Spagna                                                                | Qual. Mondiali 2018                                                   | 1                                                                     |                                                                       |
| 24-3-2017                                                             | Gijón                                                                 | Spagna                                                                | 4 – 1                                                                 | Israele                                                               | Qual. Mondiali 2018                                                   | 1                                                                     |                                                                       |
| 11-6-2017                                                             | Skopje                                                                | Macedonia                                                             | 1 – 2                                                                 | Spagna                                                                | Qual. Mondiali 2018                                                   | 1                                                                     |                                                                       |
| 23-3-2018                                                             | Düsseldorf                                                            | Germania                                                              | 1 – 1                                                                 | Spagna                                                                | Amichevole                                                            | -                                                                     | 65’                                                                   |
| 27-3-2018                                                             | Madrid                                                                | Spagna                                                                | 6 – 1                                                                 | Argentina                                                             | Amichevole                                                            | 1                                                                     | 46’                                                                   |
| 3-6-2018                                                              | Vila-real                                                             | Spagna                                                                | 1 – 1                                                                 | Svizzera                                                              | Amichevole                                                            | -                                                                     | 60’                                                                   |
| 9-6-2018                                                              | Krasnodar                                                             | Tunisia                                                               | 0 – 1                                                                 | Spagna                                                                | Amichevole                                                            | -                                                                     | 60’                                                                   |
| 15-6-2018                                                             | Soči                                                                  | Portogallo                                                            | 3 – 3                                                                 | Spagna                                                                | Mondiali 2018 - 1º turno                                              | 2                                                                     | 77’                                                                   |
| 20-6-2018                                                             | Kazan'                                                                | Iran                                                                  | 0 – 1                                                                 | Spagna                                                                | Mondiali 2018 - 1º turno                                              | 1                                                                     | 89’                                                                   |
| 25-6-2018                                                             | Kaliningrad                                                           | Spagna                                                                | 2 – 2                                                                 | Marocco                                                               | Mondiali 2018 - 1º turno                                              | -                                                                     | 74’                                                                   |
| 1-7-2018                                                              | Mosca                                                                 | Spagna                                                                | 1 – 1 dts (3-4 dtr)                                                   | Russia                                                                | Mondiali 2018 - Ottavi di finale                                      | -                                                                     | 80’                                                                   |
| Totale                                                                |                                                                       | Presenze                                                              | 24                                                                    |                                                                       | Reti                                                                  | 10                                                                    |                                                                       |

## Palmarès

### Club

#### Competizioni statali
- Campionato Gaucho: 1

Grêmio: 2024

#### Competizioni nazionali

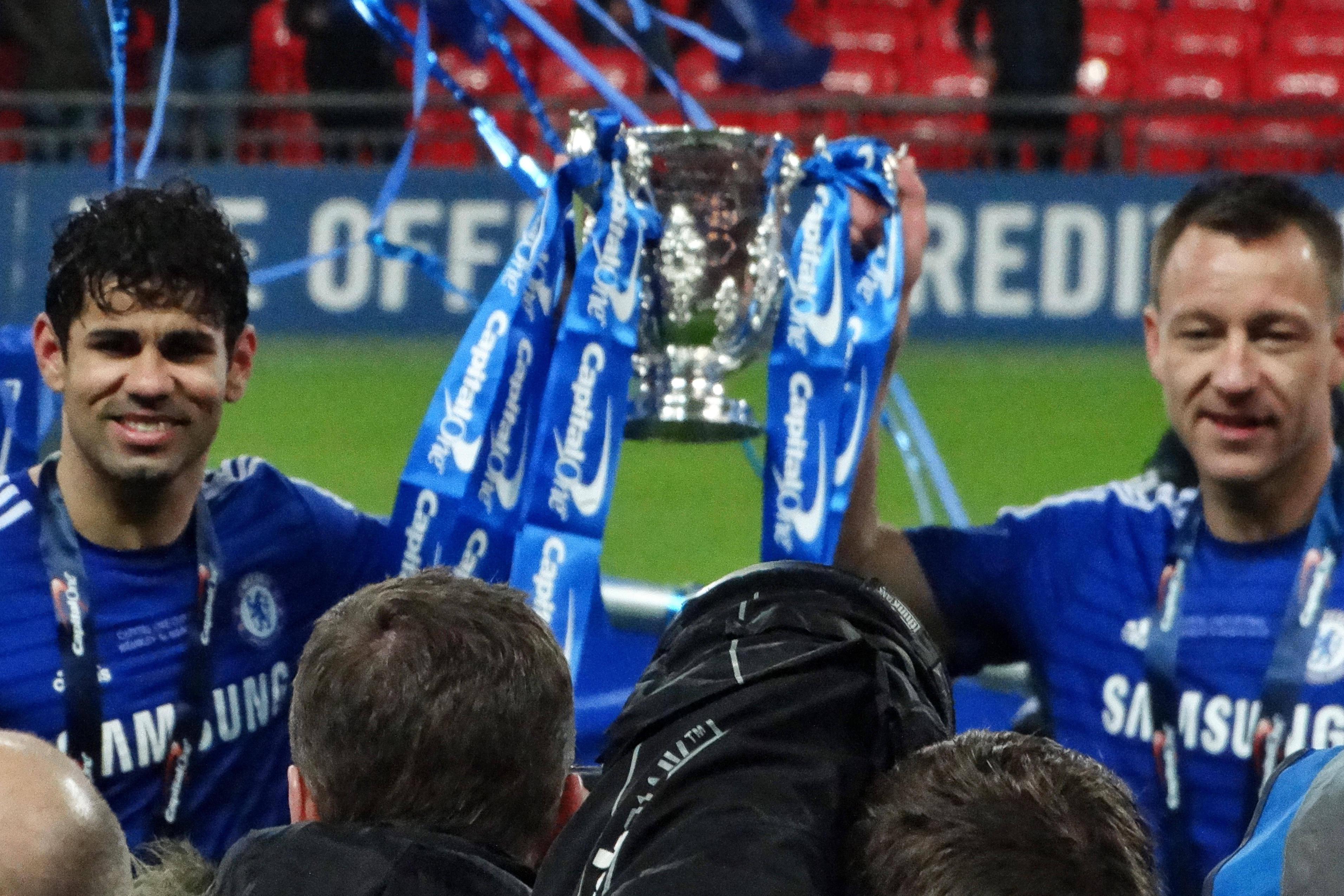
Diego Costa e Terry alzano la Football League Cup vinta contro il nel 2015.

- Coppa di Spagna: 1

Atlético Madrid: 2012-2013
- Campionato spagnolo: 1

Atlético Madrid: 2013-2014
- Coppa di Lega inglese: 1

Chelsea: 2014-2015
- Campionato inglese: 2

Chelsea: 2014-2015, 2016-2017
- Campionato brasiliano: 1

Atlético Mineiro: 2021
- Coppa del Brasile: 1

Atlético Mineiro: 2021

#### Competizioni internazionali
- Supercoppa UEFA: 3

Atlético Madrid: 2010, 2012, 2018
- UEFA Europa League: 1

Atlético Madrid: 2017-2018

### Individuale
- Capocannoniere della Coppa del Re: 1

2012-2013 (8 gol)
- Miglior giocatore sudamericano della Primera División (Trofeo EFE): 1

2014
- Trofeo Zarra: 1

2013-2014
- Squadra della stagione della UEFA Champions League: 1

2013-2014
- Squadra dell'anno della PFA: 1

2014-2015
- Miglior giocatore della Supercoppa UEFA: 1

2018